# یهودا هلوی
یهودا هلوی (به انگلیسی: Judah Halevi؛ عبری: יהודה הלוי) خاخام، فیلسوف و شاعر یهودی آغاز قرن یازدهم میلادی بود. وی آثار مختلف به زبان عبری نوشته‌است که مشهورترین آن کوزاری است.
یهودا هلوی در سال ۱۰۷۵ میلادی زاده شد. در تودلا، عربی و عبری را آموخت و به شعر روی آورد. وی با موسی بن عزرا و نیز دیگر شاعران بزرگ اسپانیا آشنا شد. پس از فتح اسپانیا در سال ۱۰۹۰، شهر به شهر سفر کرد و تا زمان قتل حامی خود، سلیمان بن فریتسل در تولدو به پزشکی پرداخت. در بازگشتش به اسپانیای مسلمان‌نشین به کوردوبا و المیریا رفت. وی همچنین همراه با ابراهیم بن عزرا به آفریقای شمالی سفر کرد. او پس از آن تصمیم گرفت به اورشلیم سفر کند؛ چند هفته در اسکندریه مصر و چند سال در اورشلیم ماند.